# Piculus leucolaemus
Piculus leucolaemus és una espècie d'ocell de la família dels pícids (Picidae) que habita la selva humida i altres formacions boscoses de l'est de Colòmbia, de l'Equador i del Perú, nord i est de Bolívia i oest del Brasil.
En diverses llengües rep el nom de "picot gorjablanc" (Anglès: White-throated Woodpecker. Francès: Pic à gorge blanche).